# Ōmi-jingū

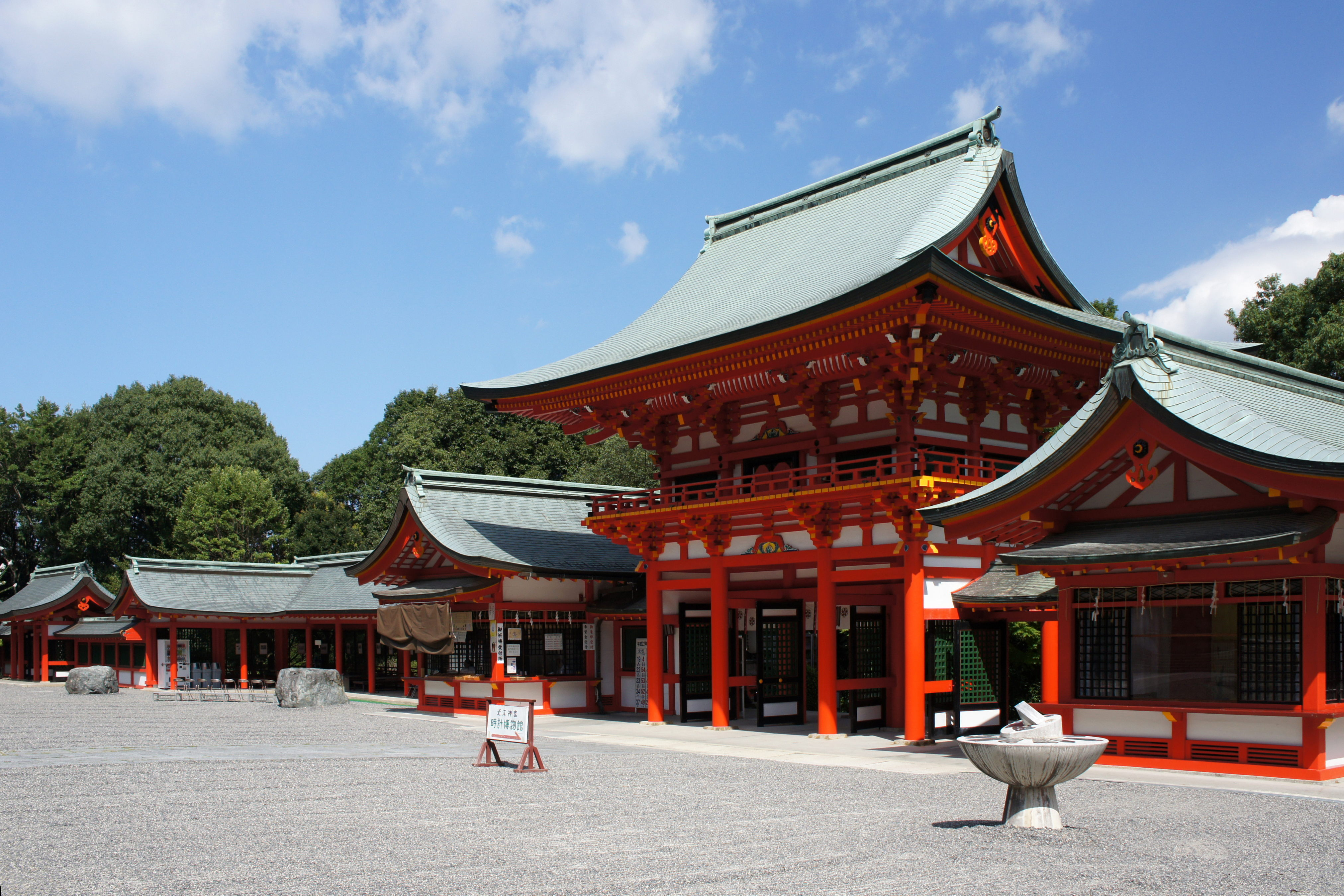
Romon

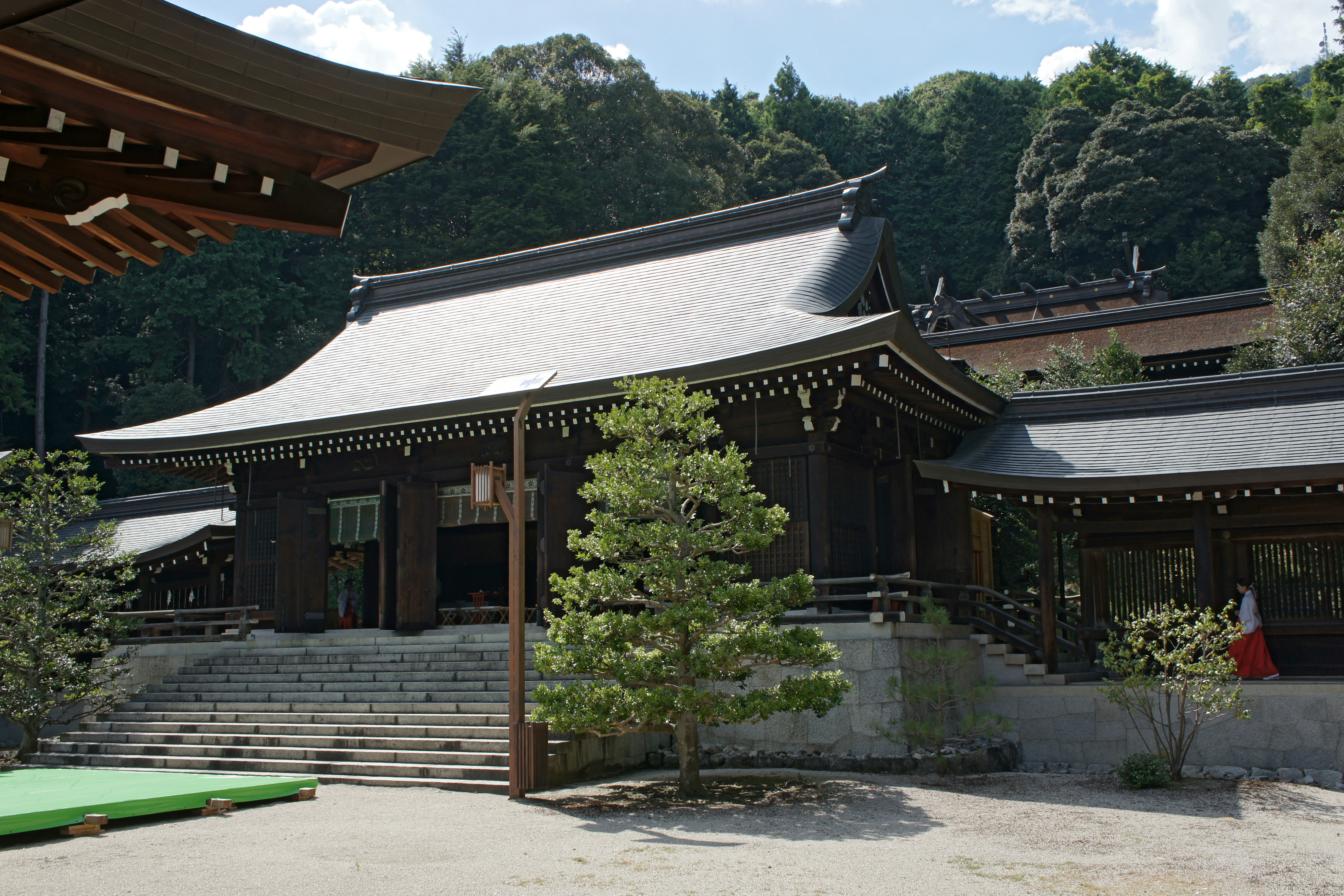
Haiden

Der Ōmi-jingū (jap. 近江神宮) ist ein Shintō-Schrein in der japanischen Stadt Ōtsu (Präfektur Shiga). Er wurde im Jahr 1940 (anlässlich der 2600-Jahr-Feier der Reichsgründung durch den legendären Jimmu-tennō) gegründet und gehört zu den Chokusaisha.
Der oberste Kami des Ōmi-jingū ist der Tenji-tennō, der die Hauptstadt Japans im Jahr 667 von Asuka-kyō (heute: Asuka) nach Ōmi-kyō (heute: Ōtsu) verlegte.
Das jährliche Fest (例祭, Reisai) des Schreins findet am 20. April statt. Am 10. Juni wird mit dem Zeit-Gedenktag (時の記念日, Toki-no-kinembi) der Erfindung der Wasseruhr durch den Tenji-tennō gedacht. 
Auf dem 20 Hektar großen Grundstück des Schreins befindet sich auch ein Uhrenmuseum, in dem sich neben ca. 3000 anderen Ausstellungsgegenständen ein vom Tenji-tennō angefertigtes Wasseruhrmodell befindet, angeblich die älteste Uhr in Japan.